# Tușnad
Tușnad (węg. Tusnád) – wieś w Rumunii, w okręgu Harghita, w gminie Tușnad. W 2011 roku liczyła 867 mieszkańców.